# Donna MacFarlane
Donna MacFarlane (geborene Tyberek; * 18. Juni 1977 in Melbourne) ist eine ehemalige australische Hindernisläuferin.
1996 wurde sie australische Juniorenmeisterin im Crosslauf, 1997 im 800- und im 1500-Meter-Lauf.
2000 begann sie mit dem Hindernislauf, nahm dann jedoch eine mehrjährige Pause vom Sport, um eine Familie zu gründen.
Ende 2005 kehrte sie ins Wettkampfgeschehen zurück. Bei den Commonwealth Games 2006 in Melbourne gewann sie Bronze. Im darauffolgenden Jahr zwang sie ein verlorener Schuh zur Aufgabe bei den Weltmeisterschaften in Osaka.
Am 6. Juni 2008 stellte sie in Oslo mit 9:18,35 min den aktuellen Ozeanienrekord auf.
Sie nahm an den Olympischen Spielen 2008 in Peking teil, schied aber im 3000-Meter-Hindernislauf bereits im Vorlauf aus.
Donna MacFarlane ist 1,76 m groß und wiegt 57 kg. Sie studierte an der University of Tasmania und lebt in Hobart mit ihrem Ehemann Marty und zwei Kindern. Sie startet für den Verein Sandy Bay Harriers.